# Eudiakonoffia chrysostetha
Eudiakonoffia chrysostetha är en fjärilsart som beskrevs av Diakonoff 1967. Eudiakonoffia chrysostetha ingår i släktet Eudiakonoffia och familjen glasvingar. Inga underarter finns listade i Catalogue of Life.